# Liste der Staatsoberhäupter 1812
Übersicht
◄◄ | ◄ | 1808 | 1809 | 1810 | 1811 | Liste der Staatsoberhäupter 1812 | 1813 | 1814 | 1815 | 1816 | ► | ►►

Weitere Ereignisse

## Afrika
- Ägypten
  - Vizekönig und osmanischer Pascha: Muhammad Ali Pascha (1805–1848)
- Äthiopien
  - Kaiser: Egwala Seyon (1801–1818)
- Burundi
  - König: Ntare IV. Rugamba (ca. 1796–ca. 1850)
- Dahomey
  - König: Adandozan (1797–1818)
- Marokko (Alawiden-Dynastie)
  - Sultan: Mulai Sulaiman (1792–1822)
- Ruanda
  - König: Mutara II. (1802–1853)
- Tunesien (Husainiden-Dynastie)
  - Sultan: Hammuda Bey (1782–1814)

## Amerika

### Nordamerika
- Mexiko (umstritten)
  - Vizekönig Francisco Javier Venegas (1810–1813)
- Vereinigte Staaten von Amerika
  - Staats- und Regierungschef: Präsident James Madison (1809–1817)

### Mittelamerika
- Haiti (umstritten)
  - Herrscher: König Heinrich I. (1806–1820)

### Südamerika
- Argentinien (umstritten)
  - Staats- und Regierungschef: ?
- Brasilien
  - Prinzregent: João (1808–1816/22)
- Chile (umstritten)
  - Staats- und Regierungschef:
    1. Vorsitzender der Obersten Regierungsjunta José Santiago Portales (1811–8. Januar 1812)
    2. Vorsitzender der Obersten Regierungsjunta José Miguel Carrera (8. Januar–3. November 1812)
    3. Vorsitzender der Obersten Regierungsjunta Pedro José Prado Jaraquemada (3. November–6. Dezember 1812)
    4. Vorsitzender der Obersten Regierungsjunta José Miguel Carrera (6. Dezember 1812–1813)
- Neugranada (umstritten, heute Kolumbien)
  - Vizekönig Benito Pérez Brito (1810–1813)
  - Staats- und Regierungschef:
    1. Präsident Antonio Nariño (1811–4. Oktober 1812)
    2. Präsident Camilo Clemente Torres Tenorio (4. Oktober 1812–1814)
- Paraguay (umstritten)
  - Staats- und Regierungschef: Konsul ?
- Vizekönigreich Peru
  - Vizekönig: José Fernando Abascál y Sousa (1806–1816)
- Venezuela
  - Staats- und Regierungschef: ?

## Asien
- Abu Dhabi
  - Scheich: Shakhbut bin Dhiyab (1793–1816)
- Afghanistan
  - König: Mahmud Schah (1801–1803) (1809–1818)
- China (Qing-Dynastie)
  - Kaiser: Jia Qing (1796–1820)
- Japan
  - Kaiser: Kokaku (1780–1817)
  - Shōgun (Tokugawa): Tokugawa Ienari (1786–1837)
- Korea (Joseon)
  - König: Sunjo (1800–1834)
- Persien (Kadscharen-Dynastie)
  - Schah: Fath Ali (1797–1834)
- Thailand
  - König: Rama II. (1809–1824)

## Australien und Ozeanien
- Hawaii
  - König: Kamehameha I. (1795–1819)

## Europa
- Andorra
  - Co-Fürsten:
    - Kaiser der Franzosen: Napoléon I. (1806–1814)
    - Bischof von Urgell: Francesc Antoni de la Dueña y Cisneros (1797–1816)
- Dänemark und Norwegen
  - König: Friedrich VI. (1808–1839)
- Frankreich
  - Herrscher: Kaiser Napoléon I. (1799–1814)
- Italien
  - Herrscher: König Napoléon I. (1805–1814)
- Montenegro (bis 1878 unter osmanischer Suzeränität)
  - Fürstbischof (Vladika): Petar I. Petrović-Njegoš (1782–1830)
- Neapel
  - Herrscher: König Joachim Murat (1808–1815)
- Österreich
  - Herrscher: Kaiser Franz I. (1792–1835)
- Osmanisches Reich
  - Herrscher: Sultan Mahmud II. (1808–1839)
- Portugal
  - Königin: Maria I. (1777–1816) (1792 entmündigt) (1815–1816 Königin von Brasilien)
  - Regent: Johann Herzog von Braganza (1792–1816) (1816–1826 König von Portugal, 1815–1816 Regent von Brasilien, 1816–1822 König von Brasilien)
- Preußen
  - König: Friedrich Wilhelm III. (1797–1840) (1797–1806 Kurfürst von Brandenburg)
- Rheinbund
  - Protektor: Napoléon Bonaparte (1806–1813)
  - Anhalt-Bernburg: Herzog Alexius Friedrich Christian (1796–1834)
  - Anhalt-Dessau: Herzog Leopold III. (1751–1817)
  - Anhalt-Köthen:
    1. Herzog August Christian (1789–5. Mai 1812)
    2. Herzog Ludwig August (5. Mai 1812–1818)

  - Baden: Großherzog Karl Ludwig Friedrich (1811–1818)
  - Bayern: König Maximilian I. (1799–1825) bis 1805 Kurfürst
  - Berg:
    - Herrscher: Großherzog Napoléon Louis Bonaparte (1809–1813, unter Vormundschaft)
    - Regent: Kaiser Napoléon Bonaparte (1809–1813)

  - Frankfurt: Großherzog Karl Theodor von Dalberg (1810–1813)
  - Hessen-Darmstadt
    - Großherzog: Ludwig I. (1790–1830) (1790–1806 Landgraf)
      - Präsident des Gesamt-Ministeriums: Friedrich August Freiherr von Lichtenberg (1805–1819)

  - Hohengeroldseck: Fürst Philipp von der Leyen (1806–1815)
  - Hohenzollern-Hechingen: Fürst Friedrich (1810–1838)
  - Hohenzollern-Sigmaringen: Fürst Anton Aloys (1785–1831)
  - Isenburg-Birstein: Fürst Carl (1803–1814)
  - Liechtenstein: Fürst Johann I. Josef (1805–1836)
  - Lippe-Detmold
    - Herrscher: Fürst Leopold II. (1800–1851, unter Vormundschaft)
    - Regentin: Fürstin Pauline zur Lippe (1802–1820)

  - Mecklenburg-Schwerin: Herzog Friedrich Franz I. (1785–1837)
  - Mecklenburg-Strelitz: Herzog Karl II. (1794–1816)
  - Nassau: Herzog Friedrich August (1806–1816)
  - Pyrmont (zu Waldeck-Pyrmont)
    - Herrscher: Fürst Georg I. (1805–1812)

  - Reuß ältere Linie: Fürst: Heinrich XIII. (1800–1817)
  - Reuß-Schleiz: Fürst ?
  - Reuß-Lobenstein: Fürst ?
  - Reuß-Ebersdorf: Fürst ?
  - Sachsen: König Friedrich August I. (1763–1827)
  - Sachsen-Coburg-Saalfeld: Herzog Ernst I. (1806–1826)
  - Sachsen-Gotha-Altenburg: Herzog August (1804–1822)
  - Sachsen-Hildburghausen: Herzog Friedrich (1780–1826)
  - Sachsen-Meiningen
    - Herrscher: Herzog Bernhard II. (1803–1866, unter Vormundschaft)
    - Regentin: Herzogin Louise Eleonore von Hohenlohe-Langenburg (1803–1822)

  - Sachsen-Weimar-Eisenach: Herzog Carl August (1758–1828)
  - Salm-Kyrburg: ?
  - Salm-Salm: ?
  - Schaumburg-Lippe: Fürst Georg Wilhelm (1787–1860)
  - Schwarzburg-Rudolstadt
    - Herrscher: Fürst Friedrich Günther (1807–1867, unter Vormundschaft)
    - Regentin: Fürstin Caroline Luise von Hessen-Homburg (1807–1814)

  - Schwarzburg-Sondershausen: Fürst Günther Friedrich Karl I. (1794–1835)
  - Waldeck (zu Waldeck-Pyrmont)
    - Herrscher: Fürst Friedrich Karl August (1763–1812)

  - Westphalen: König Jérôme (1807–1813)
  - Württemberg: König Friedrich I. (1797–1816) Herzog 1797–1806, König 1806–1816
  - Würzburg: Großherzog Ferdinand III. (1805–1814)
- Russland
  - Kaiser: Alexander I. (1801–1825)
- Sardinien
  - Herrscher: König Viktor Emanuel I. (1802–1821)
- Schweden
  - König: Karl XIII. (1809–1818) (1814–1818 König von Norwegen)
- Sizilien
  - Herrscher: König Ferdinand I. (1759–1825)
- Spanien
  - König: Joseph I. (1808–1813) (1806–1808 König von Neapel)
- Ungarn
  - König: Franz I. (1792–1835) (1792–1806 Kaiser, 1792–1835 König von Böhmen, 1815–1835 König von Lombardo-Venetien, 1792–1797 und 1799–1800 Herzog von Mailand, 1792–1804 Erzherzog von Österreich, 1804–1835 Kaiser von Österreich)
- Vereinigtes Königreich
  - Staatsoberhaupt:
    - König Georg III. (1801–1820, seit 1811 entmündigt) (1760–1801 König von Großbritannien und Irland, 1760–1806 Kurfürst von Braunschweig-Lüneburg,  1814–1820 König von Hannover)
    - Regent: Georg, Prince of Wales (1811–1820) (1820–1830 König des Vereinigten Königreichs, 1820–1830 König von Hannover)

  - Regierungschef:
    - Premierminister Spencer Perceval (1809–11. Mai 1812)
    - Premierminister Robert Jenkinson, 2. Earl of Liverpool (8. Juni 1812–1827)
- Walachei (unter osmanischer Oberherrschaft; 1806–1812 von Russland besetzt)
  - Russische Militärverwaltung (1807–1812)
  - Fürst: Ioannis Georgios Karatzas (1812–1818)